# Древо желания
«Древо желания» (груз. ნატვრის ხე) — советский художественный фильм-притча, снятый режиссёром Тенгизом Абуладзе, на киностудии Грузия-фильм, в 1976 году.
«Древо желания» — второй художественный фильм в режиссёрской трилогии («Мольба» — «Древо желания» — «Покаяние»). По мнению кинокритика Валерия Кичина, фильм является выдающимся по художественной мощи образцом грузинского кино. Перевод фильма на русский язык осуществил грузинский поэт Михаил Квливидзе.

## Сюжет
Фильм снят по мотивам новелл Георгия Леонидзе и рассказывает о дореволюционной жизни одной грузинской деревни. Сквозной линией сюжета является история возвращения в деревню девушки Мариты, которая влюбляется в небогатого односельчанина Гедиа. Родственники Мариты и сельский староста решают выдать девушку против её воли за богатого односельчанина. Гедиа возвращается к любимой и они снова встречаются. Об этой встрече узнают родственники мужа Мариты и под руководством сельского старосты Мариту провозят через деревню задом наперёд на осле и забрасывают грязью. Фильм заканчивается смертью возлюбленных.
В фильме своё значение имеет интерьер грузинского дореволюционного быта, неспешная сельская жизнь. Яркие образы деревенских сумасшедших и чудаков: «аристократки» Фуфалы и «философа» Бумбулы, над которыми потешаются мальчишки. Название фильму даёт ещё один юродивый — Элиоз, который безуспешно ищет в зимнем лесу волшебное «древо желания».

## Награды
- 1977 год — Главная премия ВКФ.
- 1977 год — Пластина «Золотой тур» за режиссуру на VI МКФ в Тегеране.[3].
- 1978 год — Специальный приз МКФ в Карловых Варах.
- 1979 год — Государственная премия Грузинской ССР им. Шота Руставели[4].
- 1979 год — Премия «Давид ди Донателло» — за лучший зарубежный фильм года на экранах Италии.
- 1988 год — Ленинская премия — Тенгиз Абуладзе.

## В ролях
- Лика Кавжарадзе — Марита
- Иосиф Джачвлиани — Гедиа
- Заза Колелишвили — Шэтэ
- Котэ Даушвили — Цицикоре
- Софико Чиаурели — Фуфала
- Кахи Кавсадзе — Иорами
- Эроси Манджгаладзе — Бумбула
- Отар Мегвинетухуцеси — Элиоз
- Рамаз Чхиквадзе — Охрохинэ
- Георгий Гегечкори — Чачика
- Сесилия Такайшвили — Марадия
- Темина Туаева — Наргиза